# Список астероїдів (18001—18100)
| Назва                                   | Тимчасове позначення | Дата відкриття   | Місце відкриття           | Відкривач           |
| --------------------------------------- | -------------------- | ---------------- | ------------------------- | ------------------- |
| (18001) 1999 JY83                       | 1999 JY83            | 12 травня 1999   | Сокорро (Нью-Мексико)     | LINEAR              |
| (18002) 1999 JJ84                       | 1999 JJ84            | 12 травня 1999   | Сокорро (Нью-Мексико)     | LINEAR              |
| (18003) 1999 JU84                       | 1999 JU84            | 13 травня 1999   | Сокорро (Нью-Мексико)     | LINEAR              |
| 18004 Крістосек (Krystosek)             | 1999 JD86            | 12 травня 1999   | Сокорро (Нью-Мексико)     | LINEAR              |
| (18005) 1999 JD91                       | 1999 JD91            | 12 травня 1999   | Сокорро (Нью-Мексико)     | LINEAR              |
| (18006) 1999 JE94                       | 1999 JE94            | 12 травня 1999   | Сокорро (Нью-Мексико)     | LINEAR              |
| (18007) 1999 JK97                       | 1999 JK97            | 12 травня 1999   | Сокорро (Нью-Мексико)     | LINEAR              |
| (18008) 1999 JV99                       | 1999 JV99            | 12 травня 1999   | Сокорро (Нью-Мексико)     | LINEAR              |
| 18009 Патрікжеер (Patrickgeer)          | 1999 JP100           | 12 травня 1999   | Сокорро (Нью-Мексико)     | LINEAR              |
| (18010) 1999 JQ100                      | 1999 JQ100           | 12 травня 1999   | Сокорро (Нью-Мексико)     | LINEAR              |
| (18011) 1999 JQ113                      | 1999 JQ113           | 13 травня 1999   | Сокорро (Нью-Мексико)     | LINEAR              |
| 18012 Марсленд (Marsland)               | 1999 JM114           | 13 травня 1999   | Сокорро (Нью-Мексико)     | LINEAR              |
| 18013 Шедлецкі (Shedletsky)             | 1999 JS114           | 13 травня 1999   | Сокорро (Нью-Мексико)     | LINEAR              |
| (18014) 1999 JC121                      | 1999 JC121           | 13 травня 1999   | Сокорро (Нью-Мексико)     | LINEAR              |
| 18015 Семенкович (Semenkovich)          | 1999 JD121           | 13 травня 1999   | Сокорро (Нью-Мексико)     | LINEAR              |
| 18016 Ґрондаль (Grondahl)               | 1999 JU122           | 13 травня 1999   | Сокорро (Нью-Мексико)     | LINEAR              |
| (18017) 1999 JC124                      | 1999 JC124           | 14 травня 1999   | Сокорро (Нью-Мексико)     | LINEAR              |
| (18018) 1999 JR125                      | 1999 JR125           | 10 травня 1999   | Сокорро (Нью-Мексико)     | LINEAR              |
| 18019 Дасколі (Dascoli)                 | 1999 JJ126           | 13 травня 1999   | Сокорро (Нью-Мексико)     | LINEAR              |
| 18020 Аменд (Amend)                     | 1999 JT126           | 13 травня 1999   | Сокорро (Нью-Мексико)     | LINEAR              |
| 18021 Волдмен (Waldman)                 | 1999 JH127           | 13 травня 1999   | Сокорро (Нью-Мексико)     | LINEAR              |
| 18022 Пеппер (Pepper)                   | 1999 JN127           | 13 травня 1999   | Сокорро (Нью-Мексико)     | LINEAR              |
| (18023) 1999 JQ129                      | 1999 JQ129           | 12 травня 1999   | Сокорро (Нью-Мексико)     | LINEAR              |
| 18024 Добсон (Dobson)                   | 1999 KK4             | 20 травня 1999   | Обсерваторія Оахака       | Джеймс Рой          |
| (18025) 1999 KF5                        | 1999 KF5             | 18 травня 1999   | Обсерваторія Кітт-Пік     | Spacewatch          |
| 18026 Джуліяболдуїн (Juliabaldwin)      | 1999 KG13            | 18 травня 1999   | Сокорро (Нью-Мексико)     | LINEAR              |
| 18027 Ґоккей (Gokcay)                   | 1999 KL14            | 18 травня 1999   | Сокорро (Нью-Мексико)     | LINEAR              |
| 18028 Рамчандані (Ramchandani)          | 1999 KO14            | 18 травня 1999   | Сокорро (Нью-Мексико)     | LINEAR              |
| (18029) 1999 KA16                       | 1999 KA16            | 21 травня 1999   | Сокорро (Нью-Мексико)     | LINEAR              |
| (18030) 1999 LX4                        | 1999 LX4             | 8 червня 1999    | Сокорро (Нью-Мексико)     | LINEAR              |
| (18031) 1999 LO14                       | 1999 LO14            | 9 червня 1999    | Сокорро (Нью-Мексико)     | LINEAR              |
| 18032 Ґайсс (Geiss)                     | 1999 MG1             | 20 червня 1999   | Станція Андерсон-Меса     | LONEOS              |
| (18033) 1999 NR4                        | 1999 NR4             | 14 липня 1999    | Обсерваторія Зено         | Том Стаффорд        |
| (18034) 1999 NF6                        | 1999 NF6             | 13 липня 1999    | Сокорро (Нью-Мексико)     | LINEAR              |
| (18035) 1999 NJ7                        | 1999 NJ7             | 13 липня 1999    | Сокорро (Нью-Мексико)     | LINEAR              |
| (18036) 1999 ND26                       | 1999 ND26            | 14 липня 1999    | Сокорро (Нью-Мексико)     | LINEAR              |
| (18037) 1999 NA38                       | 1999 NA38            | 14 липня 1999    | Сокорро (Нью-Мексико)     | LINEAR              |
| (18038) 1999 NR48                       | 1999 NR48            | 13 липня 1999    | Сокорро (Нью-Мексико)     | LINEAR              |
| (18039) 1999 ND49                       | 1999 ND49            | 13 липня 1999    | Сокорро (Нью-Мексико)     | LINEAR              |
| (18040) 1999 NC60                       | 1999 NC60            | 13 липня 1999    | Сокорро (Нью-Мексико)     | LINEAR              |
| (18041) 1999 RX13                       | 1999 RX13            | 7 вересня 1999   | Сокорро (Нью-Мексико)     | LINEAR              |
| (18042) 1999 RF27                       | 1999 RF27            | 7 вересня 1999   | Сокорро (Нью-Мексико)     | LINEAR              |
| 18043 Лажковська (Laszkowska)           | 1999 RQ54            | 7 вересня 1999   | Сокорро (Нью-Мексико)     | LINEAR              |
| (18044) 1999 RS89                       | 1999 RS89            | 7 вересня 1999   | Сокорро (Нью-Мексико)     | LINEAR              |
| (18045) 1999 RR100                      | 1999 RR100           | 8 вересня 1999   | Сокорро (Нью-Мексико)     | LINEAR              |
| (18046) 1999 RN116                      | 1999 RN116           | 9 вересня 1999   | Сокорро (Нью-Мексико)     | LINEAR              |
| (18047) 1999 RP145                      | 1999 RP145           | 9 вересня 1999   | Сокорро (Нью-Мексико)     | LINEAR              |
| (18048) 1999 RG170                      | 1999 RG170           | 9 вересня 1999   | Сокорро (Нью-Мексико)     | LINEAR              |
| (18049) 1999 RX195                      | 1999 RX195           | 8 вересня 1999   | Сокорро (Нью-Мексико)     | LINEAR              |
| (18050) 1999 RS196                      | 1999 RS196           | 8 вересня 1999   | Сокорро (Нью-Мексико)     | LINEAR              |
| (18051) 1999 RU196                      | 1999 RU196           | 8 вересня 1999   | Сокорро (Нью-Мексико)     | LINEAR              |
| (18052) 1999 RV199                      | 1999 RV199           | 8 вересня 1999   | Сокорро (Нью-Мексико)     | LINEAR              |
| (18053) 1999 RU208                      | 1999 RU208           | 8 вересня 1999   | Сокорро (Нью-Мексико)     | LINEAR              |
| (18054) 1999 SW7                        | 1999 SW7             | 29 вересня 1999  | Сокорро (Нью-Мексико)     | LINEAR              |
| 18055 Фернгілдебрандт (Fernhildebrandt) | 1999 TJ13            | 11 жовтня 1999   | Обсерваторія Фарпойнт     | Ґері Гаґ, Ґрем Белл |
| (18056) 1999 TV15                       | 1999 TV15            | 11 жовтня 1999   | Обсерваторія Ньйоска      | Стефано Спозетті    |
| (18057) 1999 VK10                       | 1999 VK10            | 9 листопада 1999 | Обсерваторія Оїдзумі      | Такао Кобаяші       |
| (18058) 1999 XY129                      | 1999 XY129           | 12 грудня 1999   | Сокорро (Нью-Мексико)     | LINEAR              |
| 18059 Кавальєрі (Cavalieri)             | 1999 XL137           | 15 грудня 1999   | Прескоттська обсерваторія | Пол Комба           |
| (18060) 1999 XJ156                      | 1999 XJ156           | 8 грудня 1999    | Сокорро (Нью-Мексико)     | LINEAR              |
| (18061) 1999 XH179                      | 1999 XH179           | 10 грудня 1999   | Сокорро (Нью-Мексико)     | LINEAR              |
| (18062) 1999 XY187                      | 1999 XY187           | 12 грудня 1999   | Сокорро (Нью-Мексико)     | LINEAR              |
| (18063) 1999 XW211                      | 1999 XW211           | 13 грудня 1999   | Сокорро (Нью-Мексико)     | LINEAR              |
| (18064) 1999 XY242                      | 1999 XY242           | 13 грудня 1999   | Каталінський огляд        | Каталінський огляд  |
| (18065) 2000 AM41                       | 2000 AM41            | 3 січня 2000     | Сокорро (Нью-Мексико)     | LINEAR              |
| (18066) 2000 AR79                       | 2000 AR79            | 5 січня 2000     | Сокорро (Нью-Мексико)     | LINEAR              |
| (18067) 2000 AB98                       | 2000 AB98            | 4 січня 2000     | Сокорро (Нью-Мексико)     | LINEAR              |
| (18068) 2000 AF184                      | 2000 AF184           | 7 січня 2000     | Сокорро (Нью-Мексико)     | LINEAR              |
| (18069) 2000 AS199                      | 2000 AS199           | 9 січня 2000     | Сокорро (Нью-Мексико)     | LINEAR              |
| (18070) 2000 AC205                      | 2000 AC205           | 13 січня 2000    | Вішнянська обсерваторія   | Корадо Корлевіч     |
| (18071) 2000 BA27                       | 2000 BA27            | 30 січня 2000    | Сокорро (Нью-Мексико)     | LINEAR              |
| (18072) 2000 CL71                       | 2000 CL71            | 7 лютого 2000    | Сокорро (Нью-Мексико)     | LINEAR              |
| (18073) 2000 CB82                       | 2000 CB82            | 4 лютого 2000    | Сокорро (Нью-Мексико)     | LINEAR              |
| (18074) 2000 DW                         | 2000 DW              | 24 лютого 2000   | Обсерваторія Оїдзумі      | Такао Кобаяші       |
| 18075 Донашарма (Donasharma)            | 2000 DD5             | 28 лютого 2000   | Сокорро (Нью-Мексико)     | LINEAR              |
| (18076) 2000 DV59                       | 2000 DV59            | 29 лютого 2000   | Сокорро (Нью-Мексико)     | LINEAR              |
| 18077 Dianeingrao                       | 2000 EM148           | 4 березня 2000   | Каталінський огляд        | Каталінський огляд  |
| (18078) 2000 FL31                       | 2000 FL31            | 28 березня 2000  | Сокорро (Нью-Мексико)     | LINEAR              |
| 18079 Ліон-Стоппато (Lion-Stoppato)     | 2000 FJ63            | 27 березня 2000  | Станція Андерсон-Меса     | LONEOS              |
| (18080) 2000 GW105                      | 2000 GW105           | 7 квітня 2000    | Сокорро (Нью-Мексико)     | LINEAR              |
| (18081) 2000 GB126                      | 2000 GB126           | 7 квітня 2000    | Сокорро (Нью-Мексико)     | LINEAR              |
| (18082) 2000 GB136                      | 2000 GB136           | 12 квітня 2000   | Сокорро (Нью-Мексико)     | LINEAR              |
| (18083) 2000 HD22                       | 2000 HD22            | 29 квітня 2000   | Сокорро (Нью-Мексико)     | LINEAR              |
| 18084 Адамвол (Adamwohl)                | 2000 HP47            | 29 квітня 2000   | Сокорро (Нью-Мексико)     | LINEAR              |
| (18085) 2000 JZ14                       | 2000 JZ14            | 6 травня 2000    | Сокорро (Нью-Мексико)     | LINEAR              |
| 18086 Емілікрафт (Emilykraft)           | 2000 JQ21            | 6 травня 2000    | Сокорро (Нью-Мексико)     | LINEAR              |
| 18087 Яманака (Yamanaka)                | 2000 JA22            | 6 травня 2000    | Сокорро (Нью-Мексико)     | LINEAR              |
| 18088 Робертюніс (Roberteunice)         | 2000 JS30            | 7 травня 2000    | Сокорро (Нью-Мексико)     | LINEAR              |
| (18089) 2000 JB41                       | 2000 JB41            | 6 травня 2000    | Сокорро (Нью-Мексико)     | LINEAR              |
| 18090 Кевінкуо (Kevinkuo)               | 2000 JA56            | 6 травня 2000    | Сокорро (Нью-Мексико)     | LINEAR              |
| 18091 Iranmanesh                        | 2000 JN58            | 6 травня 2000    | Сокорро (Нью-Мексико)     | LINEAR              |
| 18092 Рейнгольд (Reinhold)              | 2000 KR29            | 28 травня 2000   | Сокорро (Нью-Мексико)     | LINEAR              |
| (18093) 2000 KS31                       | 2000 KS31            | 28 травня 2000   | Сокорро (Нью-Мексико)     | LINEAR              |
| (18094) 2000 KN56                       | 2000 KN56            | 27 травня 2000   | Сокорро (Нью-Мексико)     | LINEAR              |
| 18095 Франкблок (Frankblock)            | 2000 LL5             | 5 червня 2000    | Сокорро (Нью-Мексико)     | LINEAR              |
| (18096) 2000 LM16                       | 2000 LM16            | 1 червня 2000    | Сокорро (Нью-Мексико)     | LINEAR              |
| (18097) 2000 LU19                       | 2000 LU19            | 8 червня 2000    | Сокорро (Нью-Мексико)     | LINEAR              |
| (18098) 2000 LR20                       | 2000 LR20            | 8 червня 2000    | Сокорро (Нью-Мексико)     | LINEAR              |
| 18099 Фламіні (Flamini)                 | 2000 LD27            | 6 червня 2000    | Станція Андерсон-Меса     | LONEOS              |
| 18100 Лебретон (Lebreton)               | 2000 LE28            | 6 червня 2000    | Станція Андерсон-Меса     | LONEOS              |

| ← Астероїди 10001—20000 → |             |             |             |             |             |             |             |             |             |
| 10001—10100               | 11001—11100 | 12001—12100 | 13001—13100 | 14001—14100 | 15001—15100 | 16001—16100 | 17001—17100 | 18001—18100 | 19001—19100 |
| 10101—10200               | 11101—11200 | 12101—12200 | 13101—13200 | 14101—14200 | 15101—15200 | 16101—16200 | 17101—17200 | 18101—18200 | 19101—19200 |
| 10201—10300               | 11201—11300 | 12201—12300 | 13201—13300 | 14201—14300 | 15201—15300 | 16201—16300 | 17201—17300 | 18201—18300 | 19201—19300 |
| 10301—10400               | 11301—11400 | 12301—12400 | 13301—13400 | 14301—14400 | 15301—15400 | 16301—16400 | 17301—17400 | 18301—18400 | 19301—19400 |
| 10401—10500               | 11401—11500 | 12401—12500 | 13401—13500 | 14401—14500 | 15401—15500 | 16401—16500 | 17401—17500 | 18401—18500 | 19401—19500 |
| 10501—10600               | 11501—11600 | 12501—12600 | 13501—13600 | 14501—14600 | 15501—15600 | 16501—16600 | 17501—17600 | 18501—18600 | 19501—19600 |
| 10601—10700               | 11601—11700 | 12601—12700 | 13601—13700 | 14601—14700 | 15601—15700 | 16601—16700 | 17601—17700 | 18601—18700 | 19601—19700 |
| 10701—10800               | 11701—11800 | 12701—12800 | 13701—13800 | 14701—14800 | 15701—15800 | 16701—16800 | 17701—17800 | 18701—18800 | 19701—19800 |
| 10801—10900               | 11801—11900 | 12801—12900 | 13801—13900 | 14801—14900 | 15801—15900 | 16801—16900 | 17801—17900 | 18801—18900 | 19801—19900 |
| 10901—11000               | 11901—12000 | 12901—13000 | 13901—14000 | 14901—15000 | 15901—16000 | 16901—17000 | 17901—18000 | 18901—19000 | 19901—20000 |